# Breiter Luzin
Breite Luzin is een meer in het Feldberger Seenlandschaft in de  Duitse deelstaat Mecklenburg-Voor-Pommeren. De naam is afgeleid van de Slavische stam die hier verbleef: de Lutici.
Het water van het meer is overwegend mesotroof en ligt in het Naturpark Feldberger Seenlandschaft en is het leefgebied van endemische vis Coregonus lucinensis. 
Het is ontstaan als gletsjermeer uit de Weichselien ijstijd en is het derde diepste meer in Mecklenburg-Voor-Pommeren na de Schaalsee en de Tiefen See.  